# Entedon methion
Entedon methion är en stekelart som beskrevs av Walker 1839. Entedon methion ingår i släktet Entedon och familjen finglanssteklar. Arten är reproducerande i Sverige. Inga underarter finns listade i Catalogue of Life.